# Dermatofitosi
La tinya o dermatofitosi és una micosi, que afecta la pell, cabells o ungles. Pot aparèixer entre una setmana i diversos mesos després d'haver contactat amb una persona malalta o animal infectat.

## Signes i símptomes
La infecció es presenta de diferents formes. La més freqüent és l'aparició d'escates blanques, com caspa, en la zona capil·lar del cap. Alguns cops apareixen clapes molt localitzades o zones de cabells trencats, com tallats amb raspall. Amb menor freqüència, el fong origina clapes de pèrdua de cabells amb petites taques negres, crostes o pústules en la superfície de la pell. Rarament la tinya causa grans clapes de calvície, amb enrogiment, dolor i que traspuen líquid (queri).
La picor és també freqüent i, de vegades, el cabell pot presentar una olor d'humitat. També és comuna la inflamació dels ganglis situats en la part posterior del coll.
Les lesions de la pell (tinya circinada) solen ser arrodonides, de color vermell i lleugerament elevades, amb una zona de pell normal en el centre que li dona el típic aspecte d'anell; si no es tracten, poden romandre durant mesos, fins i tot durant anys.
La tinya del cuir cabellut es contagia per contacte amb altres persones afectades i/o animals infectats (gossos, gats, conills, etc.), per contacte a través d'articles d'ús personal (com pintes, raspalls per als cabells, tisores, etc.) o robes contaminades (gorros, sobretot) amb els pèls o la descamació de les persones.

## Transmissió
La tinya és contagiosa i es transmet per diverses vies:
- Per contacte directe amb persones o animals infectats (gossos, gats, conills, ocells, etc.);
- Per contacte amb articles d'ús personal (com pintes, raspalls per als cabells, tisores, etc.) o de roba contaminada (barrets, mitjons) amb els cabells o la descamació de les persones infectades.
- Per contacte amb superfícies humides on hagi estat una persona infectada (dutxes, vestidors i piscines).
- Alguns factors n'afavoreixen la transmissió, com la calor i la humitat prolongada de la pell, la manca d'higiene o la presència de petites lesions a la pell, les ungles o el cuir cabellut.[1]

## Símptomes
La tinya pot aparèixer entre una setmana i diversos mesos després d'haver estat en contacte amb una persona malalta o un animal infectat. La infecció es presenta de diferents formes en funció de la zona del cos que afecta.
- Cuir cabellut: El símptoma més freqüent és l'aparició d'escames blanques, com caspa, en el cuir cabellut. Alguns cops es presenten clapes molt localitzades o zones de cabells trencats (tinya del cap). Amb menor freqüència el fong origina clapes de pèrdua de cabells amb petites taques negres, crostes o pústules. Rarament la tinya causa grans clapes de calvície, amb enrogiment, dolor i que traspuen líquid (queri). La picor és freqüent i, de vegades, els cabells poder fer olor d'humitat. També és comuna la inflamació dels ganglis situats a la part posterior del coll. Si alguns altres membres de la família o contactes pròxims presenten un excés de caspa han de consultar el metge o la metgessa, ja que podrien patir també la infecció i, per tant, ser contagiosos. Si es detecta un augment de l'enrogiment o del dolor o l'aparició de pus en les lesions del cuir cabellut, també cal consultar el metge o la metgessa.[1]

- Pell: Les lesions de la pell solen ser arrodonides, de color vermell i lleugerament elevades, amb una zona de pell normal en el centre que els dona el típic aspecte d'anell. Si no es tracten poden romandre-hi mesos, i fins i tot anys.

- Peus (peu d'atleta): El símptoma més característic és la pell clivellada entre els dits del peu i amb escames. La zona afectada apareix vermella i amb picor. De vegades, hi ha també sensació d'ardor i surten butllofes i crostes.

- Ungles: Les ungles es descoloreixen, es fan més gruixudes i trencadisses i poden partir-se.

- Engonals: La tinya es presenta en forma de picor a la zona i taques vermelloses amb escames.[1]

## Diagnòstic
El diagnòstic es realitza bàsicament a partir dels símptomes i de l'aspecte de les lesions a les zones afectades. La confirmació del diagnòstic es fa evidenciant la presència del fong dermatòfit causal ja sigui per observació directa al microscopi d'una mostra de cabells, ungles o escama cutània, o pel seu cultiu en un medi de creixement adequat per aïllar el fong i poder així identificar-lo.

## Tractament
La majoria dels casos es tracten amb cremes i locions antimicòtiques (miconazole, clotrimazole, fluconazole) i en general es resolen en un període de quatre setmanes. En el cas d'infeccions severes o persistents, es poden receptar medicaments tòpics i, a més a més, reforçar el tractament per via oral (ketoconazole, terbinafina). De vegades són necessaris antibiòtics per tractar les infeccions bacterianes vinculades, però en cap cas s'han d'administrar derivats de cortisona.
Les infeccions del cuir cabellut han de tractar-se sempre amb medicaments orals, atès que es tracta d'una infecció que afecta l'arrel del cabell, on no arriben les cremes o pomades que s'apliquen a la pell. Per prevenir l'extensió de la infecció es recomana un xampú medicinal que ha d'utilitzar-se dos cops per setmana fins a la curació. És important mantenir la pell neta i ben eixuta i rentar la roba de vestir, els llençols i les tovalloles cada dia mentre duri la infecció.

## Consells
- Cal evitar estrictament el compartir accessoris (com pintes, raspalls per al cabell, tisores, etc.) mentre duri la infecció.
- Els animals que visquin a la mateixa casa i que presentin lesions a la pell han de ser examinats pel veterinari.